# Ljustjärnsskogen
Ljustjärnsskogen är ett naturreservat i Ljusnarsbergs kommun i Örebro län.
Området är naturskyddat sedan 2002 och är 95 hektar stort. Reservatet omfattar toppen och östra sidan av Kroktjärnsberget och Ljustjärnen i söder. Reservatet består av gammal granskog.